# Діно Топпмеллер
Діно Ніколас Топпмеллер (нім. Dino Nicolas Toppmöller; нар. 23 листопада 1980) — німецький футболіст, що грав на позиції нападника. По завершенні ігрової кар'єри — тренер. Наразі є головним тренером клубу німецької Бундесліги «Айнтрахт» (Франкфурт).
Син відомого в минулому футболіста та тренера Клауса Топпмеллера.